# Kazuma Ōseto
Kazuma Ōseto (né le 5 août 1994 à Kanda (Fukuoka)) est un athlète japonais, spécialiste du sprint.
Son meilleur temps sur 100 m est de 10 s 23 (+ 1,3 m/s) obtenu à Hiroshima le 29 avril 2012. Le 11 juin 2016, il le porte à 10 s 19 (+ 1,7 m/s) à Hiratsuka.
Il a obtenu deux médailles d'argent lors des Championnats du monde jeunesse 2011 à Lille.
Il remporte la médaille de bronze lors des Relais mondiaux 2015 à Nassau, en 38 s 20, avec ses coéquipiers Kotaro Taniguchi, Kenji Fujimitsu et Yoshihide Kiryū. Il remporte la médaille d'or du relais 4 x 100 m lors de l'Universiade de 2015 à Gwangju avec ses coéquipiers Takuya Nagata, Tatsurō Suwa et Kōtarō Taniguchi, en 39 s 08, après avoir couru en 38 s 93 en séries.